# Tindersticks
Tindersticks – brytyjska grupa muzyczna powstała w 1991 roku w Nottingham.

## Skład
- Stuart Ashton Staples – śpiew, gitara, harmonijka klawiszowa
- Neil Timothy Fraser – gitara, wibrafon
- David Leonard Boulter – instrumenty klawiszowe, perkusja
- Dickon James Hinchliffe – skrzypce, gitara, śpiew, pianino, aranżacje smyczkowe (do 2006)
- Alasdair Robert De Villeneuve Macaulay – bębny, perkusja, trąbka (do 2006)
- Mark Andrew Colwill – gitara basowa (do 2006)

## Dyskografia

### albumy studyjne
- Tindersticks First Album (1993)
- Tindersticks Second Album (1995)
- Nénette et Boni (ścieżka dźwiękowa, 1996)
- Curtains (1997)
- Simple Pleasure (1999)
- Can Our Love... (2001)
- Waiting for the Moon (2003)
- The Hungry Saw (2008)
- Falling Down a Mountain (2010)
- The Something Rain (2012)
- Across Six Leap Years (2013)